# Christophe Legoût
Christophe Legoût est un pongiste français né le 6 août 1973 à Montbéliard, il fait partie avec Patrick Chila, Damien Éloi et Jean-Philippe Gatien des meilleurs représentants du tennis de table français. Il est l'oncle des deux pongistes français Alexis Lebrun et Félix Lebrun.

## Biographie
Gaucher, il débute le tennis de table à 11 ans. Il est licencié à Antibes, se classant toujours bien et s’entraîne aussi à l’INSEP. Il est champion de France en simple en 2005, 2010 et 2011 et a remporté de nombreuses fois le titre national en double.
Style de jeu : attaquant, dominante vitesse et rotation avec une vitesse de bras exceptionnelle.
Son meilleur classement mondial était n° 14 en avril 1999. N°62 mondial au mondial en septembre 2006, no 51 en mai 2008.
Du 23 au 30 mai 2010, il participe aux championnats du monde par équipe à Moscou. Entouré de Emmanuel Lebesson, Abdel-Kader Salifou, Adrien Mattenet et Simon Gauzy, la France termine 19e de cette compétition et se maintient dans l'élite mondiale.
Il fait partie (avec Emmanuel Lebesson et Adrien Mattenet) de l'équipe de France qui monte sur le podium européen lors des Championnats d'Europe 2010 à Ostrava.
En 2011  à Arras, il remporte les championnats de France en simple 4-3 (11-6, 6-11, 11-8, 8-11, 12-10, 10-12, 11-9) face à Sébastien Jover qui avait sorti Emmanuel Lebesson en huitième (4-2) et, en demi-finale, Adrien Mattenet (4-2), 23e mondial.
En 2011, il participe pour la deuxième fois de sa carrière à la Coupe du monde de tennis de table. Il termine 3e de poule après s'être incliné sur Wang Hao et Joo Se-hyuk et sa victoire sur Tang Peng.
En 2014, il est champion de France de double, associé avec Michel Martinez, et vice-champion en simple, ne s'inclinant que devant Stéphane Ouaiche, vingt ans plus jeune que lui.
Triple champion de France en simple, 10 fois sacré en double, demi-finaliste d’une Coupe du monde individuelle (1997), finaliste d’un Top 12 européen (1999), trois fois retenu pour les Jeux olympiques. Avec Levallois, il a aussi conquis la Ligue des Champions en 1995 et une Coupe ETIU en 2003. Il a atteint le 14e rang mondial en 1999 puis en 2001
Il prend sa retraite en 2017 à l'âge de 44 ans « L’hypothèse d’une fin de carrière est devenue plus concrète l’an passé au moment de subir une opération lourde [pose d’une prothèse de hanche]. J’ai pu revenir à un bon niveau et même si j’adore encore jouer et m’entraîner, je crois que le moment est venu de raccrocher » et se reconvertit comme responsable commercial de Butterfly, une marque japonaise de matériel de tennis de table.
Après Jacques Secrétin, il fait partie avec Patrick Chila, Damien Éloi et Jean-Philippe Gatien des meilleurs représentants du tennis de table français.
En mars 2024, il est nommé directeur sportif de la Fédération française de tennis de table.

## Palmarès
- 5e aux Jeux olympiques de Sydney en double (avec Damien Éloi) en 2000
- Médaille d'argent par équipes au championnat du monde 1997
- 1/4 finaliste en simple championnat d'Europe 2009
- 1/8 finaliste en double (avec Abdel-Kader Salifou) championnat d'Europe 2009
- Champion d'Europe par équipes en 1994[1]
- Vice-champion d'Europe par équipe en 1996
- 13e par équipe (avec Abdel-Kader Salifou, Emmanuel Lebesson, Damien Eloi) championnat d'Europe 2009
- Champion de France en simple 2005, 2010 et 2011
- Champion de France en double messieurs 1996, 1998 (avec Patrick Chila), 2000 (avec Damien Eloi), 2004, 2005 (avec Rodolphe Desprès), 2007, 2009, 2010, 2012 et 2014 (avec Michel Martinez)
- Champion de France en double mixte en 1998
- Vainqueur en double (avec Damien Éloi) des Internationaux d'Angleterre 1995
- Open de France ITTF de tennis de table 1997 en simple[3].
- Finaliste du Top 12 1999